# Den pod psa
Den pod psa (v anglickém originále Lawnmower Dog) je druhý díl seriálu Rick a Morty, který měl premiéru na stanici Adult Swim 9. prosince 2013. Napsal jej Ryan Ridley a režíroval John Rice. V epizodě dává Rick Jerrymu přístroj na zvýšení psí inteligence, zatímco Rick a Morty se ztrácejí ve snech Mortyho učitele matematiky. Epizoda byla dobře přijata, v době vysílání ji sledovalo přibližně 1,5 milionu diváků.

## Děj
Mortyho pes Čmuchal (v originále Snuffles) Jerryho rozčiluje tím, že neustále močí na koberec. Jerry naštvaně požádá Ricka o zařízení, které by Snížka učinilo chytřejším. Rick zařízení vyrobí a díky němu je Čmuchal natolik chytrý, že dokáže dělat věci jako normální člověk, například chodit na záchod. Mezitím Rick plánuje vstoupit do snů Mortyho učitele matematiky, pana Goldenfolda, aby Mortymu zvýšil známky a umožnil mu tak častější dobrodružství s Rickem. Oba vstoupí do Goldenfoldova snu. Sen se odehrává v letadle, kde Rick předstírá, že je islámský terorista, který vyhrožuje, že letadlo unese, pokud Goldenfold nedá Mortymu lepší známky, ale Goldenfold se rozhodne bránit a vytáhne dva samopaly. Rick si uvědomí, že Goldenfold má nad jeho sny větší kontrolu, než předpokládal, a také odhalí, že pokud zemřou ve snu, zemřou i v reálném životě. Čmuchal se mezitím pokouší komunikovat se svými majiteli slovně, ale nedaří se mu to. Otevře přihrádku na baterie na helmě a zjistí, že ji lze posílit dalšími bateriemi.
Rick, který stále uvízl ve snu, se pokouší vyjednávat s Goldenfoldem, přičemž používá jeho snovou lásku, paní Palačinkovou, jako lidský štít. Místo toho se v letadle rozhostí chaos. Dveře letadla se otevřou a všichni vyletí ven. Paní Palačinková najde padák a otevře ho, zatímco Goldenfold už s letadlem přistál. Rick a Morty se chytí Palačinkové, ale Goldenfold vytvořil zařízení, které Palačinku vytrhne z oblohy a nechá Ricka a Mortyho spadnout do lávové louže. Oba se pak vnoří do Palačinčiných snů, aby zpomalili čas. Její sny jsou o mezigalaktickém sexuálním klubu a sadomasochistické kobce plné BDSM hrátek. Ve spodním prádle oděná Summer představující hluboce potlačovanou sexuální přitažlivost pana Goldenfolda k ní flirtuje s oběma, což způsobí, že zpanikaří a vystoupí. Strážce kentaurů jim vyhrožuje smrtí a oni se vydají do kentaurova snu, kde musí trojice utíkat před napodobeninou Freddyho Kruegera jménem Děsivý Terry. Čmuchal si mezitím vytvořil robotickou ruku a reproduktor, který používá k uchopování věcí a komunikaci, i když lámanou angličtinou. Snufflesův pohled na život se změní po zhlédnutí televizního speciálu o domestikaci psů, kteří jsou nuceni k podřízenosti.
Rick s Mortym stále hledají únik, a tak se vydají do snu malé holčičky, aby unikli Děsivému Terrymu. Po návratu do něčeho, co vypadá jako stejný sen, oba také zjistí, že Terry dokáže cestovat napříč sny. Poté, co si sestrojí výkonný robotický oblek, si Čmuchal změní jméno na Snížka (v originále Snowball) a převezme nadvládu nad domácností. V novém snu jsou Rick s Mortym stále pronásledováni Terrym. Oba ho sledují zpět do jeho domu a vstupují do jeho snů. Vidí, že se bojí, že v práci selže, a zachrání ho před ostudou ve škole. Na oplátku jim pomůže vrátit se do reality a při tom přesvědčí Goldenfolda, aby Mortymu zvýšil známky. Po návratu do normálního světa zjistí, že Snowball vedl armádu hyperinteligentních psů, která se dostala na pokraj globální nadvlády nad lidstvem. Jerry se je pokusí zastavit tím, že se jako pes vymočí na jejich zbraně, což způsobí jen to, že se nechají zajmout. Snížek dovolí Mortymu, aby žil po jeho boku jako mazlíček, zatímco zbytek světa je zotročen psi. Zatímco psi podrobují lidi podobným praktikám, jakým lidé podrobili psy, Morty žije v přepychu. Po roce, který Morty vnímá jako rok, se znovu objeví Rick a prozradí mu, že jsou ve skutečnosti ve Snížkově snu. Rick Mortymu způsobí selhání ledvin, a tak se Snížek musí starat o Mortyho zdraví. Snížek se probere ze svého snu a uvědomí si, že utlačování lidí přináší zlomené srdce a krutost. Snížek a psi tedy změní svůj plán a rozhodnou se místo toho obývat vlastní svět.
Ve scéně po titulcích je starý učitel třídy Děsivého Terryho nahrazen Děsivým Glennem, hippie bubeníkem. Rick a Děsivý Terry sedí jako jeho studenti, kouří marihuanu a jsou s touto změnou spokojeni.

## Kulturní odkazy
Název je odkazem na film Trávníkář (1992), ve kterém vědec zvyšuje intelekt prostomyslného zahradníka. Zápletka psů, kteří získají inteligenci a ovládnou planetu, je také podobná filmu Vzestup planety opic (2011) a sérii Planeta opic obecně. Zápletka zahrnující dobrodružství Ricka a Mortyho mezitím odkazuje na film Počátek (2010) a také na sérii Noční můra v Elm Street.

## Přijetí
The A.V. Club udělil epizodě hodnocení A, přičemž recenzent Zach Handlen poznamenal, že se jedná o „dosavadní vrchol seriálu.“ Recenzent Junkey Monkey William Manzo epizodu pochválil, když řekl, že byla „vítaným překvapením ve srovnání s pilotním dílem“, a udělil jí 10/10.